# Horodnica (rejon czortkowski)
Horodnica – wieś na Ukrainie, w  rejonie czortkowskim obwodu tarnopolskiego, w hromadzie Husiatyn. Wieś liczy 1603 mieszkańców.

## Historia
Założona w 1318 r. W II Rzeczypospolitej miejscowość była siedzibą gminy wiejskiej Horodnica w powiecie kopyczynieckim województwa tarnopolskiego.
Do 2020 roku część rejonu husiatyńskiego, od 2020 – czortkowskiego.

## Ludzie urodzeni we wsi
- Wiktor Hurniak (1987–2014) – ukraiński fotograf, aktywista, Honorowy obywatel Tarnopola, zginął podczas konfliktu ukraińsko-rosyjskiego (wojny w Donbasie)[2]
- dr Denys Łukianowicz – ukraiński nauczyciel, pisarz[3][4].

## Ludzie związani ze wsią
- Florentyna Czartoryska z Dzieduszyckich – właścicielka większej posiadłości ziemskiej we wsi
- ks. Wołodymyr Koziorowski (zm. 9 stycznia 1929) – proboszcz greckokatolicki we wsi[5]

## Literatura
- Andrzej Betlej: Kościół parafialny p.w. Matki Boskiej Królowej Karmelu w Horodnicy. [W:] Materiały do dziejów sztuki sakralnej na ziemiach wschodnich dawnej Rzeczypospolitej / red. J. K. Ostrowski. Cz. 1: Kościoły i klasztory rzymskokatolickie dawnego województwa ruskiego. T. 17. Kraków, 2009, s. 133–136.